# Primus Mortimer Pettersson
Primus Mortimer Pettersson, även kallad "PMP" efter sin signatur, född 1 juli 1895 i Östersund, död 19 maj 1975 på Frösön, var en svensk naivistisk målare.

## Biografi
Primus Mortimer Pettersson var son till en kakelugnsmakare och föddes i Östersund, men familjen flyttade tidigt till Frösön. Pettersson gick 1909 till sjöss som sjöman och vistades i ett flertal länder, men drabbades av sinnessjukdom, troligen efter en olycka ombord. År 1923 togs han in på Stockton Hospital utanför San Francisco, och kom 1925 åter till Sverige. Han omyndigförklarades 1929.
Som patient på Frösö sjukhus började Pettersson måla tavlor, som ställdes ut första gången på Hantverksutställningen i Östersund 1936. Östersunds konstklubb anordnade 1947 en separatutställning, och Petterssons tavlor prydde väggarna på sjukhuset. I början av 1960-talet ökade intresset för naiv konst i samhället, och 1961 ställdes Primus Mortimer Petterssons konst ut i Östersund och Basel, 1962–1963 på Svea-galleriet i Stockholm och 1966 på Svensk-franska konstgalleriet i Stockholm, vilket blev hans genombrott. Utställningar anordnades därefter flera gånger i Sverige och i utlandet. Men framgången hade också en brutal baksida. Tusentals målningar av Primus makulerades och förstördes för att höja värdet på konsten. 
Pettersson är representerad vid bland annat Inuti Collection, Magasin III, Stockholm, Moderna museet i Stockholm, Norrköpings konstmuseum och Kalmar konstmuseum.
Region Jämtland Härjedalen äger fortfarande cirka 400 verk av honom, genom en donation av Primus släktingar. Verken är del av den offentliga konsten i regionen och visas även i Primusrummet som skapades 2008. 

### Fotnoter
1. ↑  ”IC04-2018-011 | Inuti - Daglig skapande LSS verksamhet i Stockholm”. inuti.se. https://inuti.se/collection/ic04-2018-011. Läst 27 juni 2021.
2. ↑  ”Primus Mortimer Pettersson”. Magasin III. https://www.magasin3.com/artist/primus-mortimer-pettersson/. Läst 27 juni 2021.
3. ↑  Moderna museet
4. ↑  Norrköpings konstmuseum. (2000 ;). Norrköpings konstmuseum : katalog. Norrköpings konstmuseum. ISBN 91-88244-22-9. OCLC 186037488. https://www.worldcat.org/oclc/186037488. Läst 26 april 2020
5. ↑  ”Kalmar konstmuseum”. Arkiverad från originalet den 10 december 2017. https://web.archive.org/web/20171210015856/http://konstdatabas.designarkivet.se/index.php/Detail/Object/Show/object_id/2543. Läst 9 december 2017.
6. ↑  ”Primusrummet”. kulturjamtlandharjedalen.se. Arkiverad från originalet den 27 juni 2021. https://web.archive.org/web/20210627194131/https://kulturjamtlandharjedalen.se/bildkonsten/regionens-konst/primusrummet.html. Läst 27 juni 2021.